# Setanta nigricans
Setanta nigricans är en stekelart som först beskrevs av Tohru Uchida 1926.  Setanta nigricans ingår i släktet Setanta och familjen brokparasitsteklar. Inga underarter finns listade i Catalogue of Life.